# 経済学の哲学
経済学の哲学（けいざいがくのてつがく、英: Philosophy of economics）または哲学と経済学（てつがくとけいざいがく、英: Philosophy and economics）は、経済学における基礎的諸問題（存在論／認識論／方法論／価値論など）を扱う学際的分野。科学哲学、政治哲学、知識社会学等にまたがる。いわゆるマルクス経済学とは別物である。研究の観点は歴史／哲学／社会学等様々だが、一般的に、実証的分析（経済学者は何をやっているのか）に基づいて、何らかの規範的な提案（経済学はいかにあるべきか）がなされる、というパターンが見いだされる。

## 主な研究者
- Anna Alexandrova（ミズーリ大学セントルイス校哲学部：科学モデル；幸福の測定）
- Paul Anand（イギリス・オープン大学：意思決定論）
- Erik Angner（アラバマ大学バーミングハム校哲学部：合理性／福祉概念；ハイエク）
- Roger Backhouse（イギリス・バーミンガム大学経済学部：経済学史；方法論）
- Sebastiano Bavetta（イタリア・パレルモ大学：厚生経済学）
- Cristina Bicchieri（ペンシルベニア大学：合理的選択論；社会規範）
- John Broome（オックスフォード大学：意思決定論；厚生経済学）
- Ian Carter（イタリア・パヴィア大学:自由／権利／平等概念）
- Nancy Cartwright（イギリス・LSE：科学哲学)
- John Davis（アムステルダム大学：経済学における個人）
- Keith Dowding（オーストラリア国立大学：合理的選択論）
- Marc Fleurbaey（パリ・デカルト大学：厚生経済学）
- Till Grüne-Yanoff（フィンランド・ヘルシンキ大学：意思決定理論）
- Francesco Guala（イギリス・エクセター大学：実験経済学の方法論；実験哲学）
- Wade Hands（アメリカ・ピューイットサウンド大学）
- Dan Hausman（ウィスコンシン大学マディソン校）
- Kevin Hoover（アメリカ・デューク大学：マクロ経済学史／マクロ経済学における因果関係論）
- Serge Kolm（フランス社会科学高等研究所）
- Tony Lawson（ケンブリッジ大学経済学部：ヘテロドックス経済学）
- Donald MacKenzie（エディンバラ大学：金融の社会学的研究）
- 金子守（筑波大学大学院システム情報工学研究科：ゲーム理論）
- Philip Mirowski（アメリカ・ノートルダム大学：20世紀経済学史）
- Philippe Mongin（フランス国立科学研究センター）
- Mary Morgan（LSE経済史：科学モデル）
- Ivan Moscati（イタリア・ブッコーニ大学：合理的選択論の歴史）
- Uskali Mäki（ヘルシンキ大学：経済学における非現実的な想定；科学モデル；学際性）
- Julian Reiss（オランダ・エラスムス大学、ロッテルダム）
- Alex Rosenberg（デューク大学哲学部：科学哲学）
- Don Ross（アラバマ大学バーミングハム校／ケープタウン大学：経済学と認知科学）
- Aris Spanos（バージニア工科大学経済学部：確率／統計／エコノメトリックスの基礎）
- Robert Sugden（イギリス・イースト・アングリア大学経済学部：合理的選択論；進化ゲーム理論；経済学モデル）
- David Teira（スペイン放送大学：社会認識論；統計概念の歴史）
- Martin van Hees（オランダ・グリューニンゲン大学：自由主義の基礎）
- Jim Woodward（カリフォルニア工科大学：実験経済学の方法論；因果関係論）
- Jesus Zamora Bonilla（スペイン放送大学：科学的知識の経済学）
- 石川興二（京都大学：経済哲学の研究）

## 修士コース（英語）を提供している大学
- MSc in Economics and Philosophy - ウェイバックマシン（2009年4月25日アーカイブ分） ロンドン・スクール・オブ・エコノミクス（ロンドン大学）Department of Philosophy, Logic and Scientific Method
- EIPI | Erasmus Institute for Philosophy and Economics エラスムス大学（オランダ・ロッテルダム）

## 学術雑誌
- Economics and Philosophy (Cambridge University Press)
- Journal of Economic Methodology (Routledge)
- Erasmus Journal for Philosophy and Economics (エラスムス大学院生が編集；無料で閲覧可）

## 学会
- The International Network for Economic Method